# لويس إس. وايس
لويس إس. وايس (بالإنجليزية: Louis S. Weiss)‏ هو محامي أمريكي، ولد في 7 فبراير 1894 في نيويورك في الولايات المتحدة، وتوفي بنفس المكان في 27 نوفمبر 1950.